# Степові схили
Степові схили — ботанічна пам'ятка природи.
Об'єкт розташований на території Стеблівської селищної громади Звенигородського району Черкаської області, біля селища міського типу Стеблів.
Під охороною перебуває територія степу на лівому березі річки Рось, на якій зростає популяція ковили волосистої — рідкісного виду рослин, занесеного до Червоної книги України. Територія також має історичну та патріотичну цінність.
Площа — 3,8 га.
Статус отриманий 2022 року.